# Łucznictwo na Letniej Uniwersjadzie 2017
Łucznictwo na Letniej Uniwersjadzie 2017 – zawody łucznicze rozegrane w dniach w 20–24 sierpnia podczas letniej uniwersjady. Rozgrywka toczyła się w dziesięciu konkurencjach.

## Medaliści
Mężczyźni
| Konkurencja                 | Złoto            | Srebro           | Brąz             |
| Łuk klasyczny indywidualnie | Lee Seung-yun    | Arsałan Bałdanow | Kim Woo-jin      |
| Łuk bloczkowy indywidualnie | Kim Jong-ho      | Demir Elmaağaçlı | Mario Vavro      |
| Łuk klasyczny drużynowo     | Korea Południowa | Chińskie Tajpej  | Rosja            |
| Łuk bloczkowy drużynowo     | Rosja            | Iran             | Korea Południowa |

Kobiety
| Konkurencja                 | Złoto            | Srebro          | Brąz               |
| Łuk klasyczny indywidualnie | Kang Chae-young  | Tan Ya-ting     | Alejandra Valencia |
| Łuk bloczkowy indywidualnie | Song Yun-soo     | Chen Yi-hsuan   | So Chae-won        |
| Łuk klasyczny drużynowo     | Korea Południowa | Chińskie Tajpej | Rosja              |
| Łuk bloczkowy drużynowo     | Korea Południowa | Rosja           | Turcja             |

Mikst
| Konkurencja   | Złoto                                          | Srebro                                     | Brąz                                                |
| Łuk klasyczny | Korea Południowa · Lee Seung-yun · Choi Mi-sun | Francja · Audrey Adiceom · Mathieu Jimenez | Meksyk · Alejandra Valencia · Jorge Ociel Nevárez   |
| Łuk bloczkowy | Korea Południowa · Kim Jong-ho · So Chae-won   | Turcja · Yeşim Bostan · Demir Elmaağaçlı   | Chińskie Tajpej · Chen Hsiang-hsuan · Chen Yi-hsuan |

## Klasyfikacja medalowa
| Miejsce | Reprezentacja    | Złoto | Srebro | Brąz | Razem |
| ------- | ---------------- | ----- | ------ | ---- | ----- |
| 1.      | Korea Południowa | 9     | 0      | 3    | 12    |
| 2.      | Rosja            | 1     | 2      | 2    | 5     |
| 3.      | Chińskie Tajpej  | 0     | 4      | 1    | 5     |
| 4.      | Turcja           | 0     | 2      | 1    | 3     |
| 5.      | Francja          | 0     | 1      | 0    | 1     |
| 5.      | Iran             | 0     | 1      | 0    | 1     |
| 7.      | Meksyk           | 0     | 0      | 2    | 2     |
| 8.      | Chorwacja        | 0     | 0      | 1    | 1     |